# Шеффер, Фред
Фред Шеффер (англ. Fred Kurt Schaefer, нем. Friedrich Kurt Schäfer; 7 июля 1904, Берлин — 6 июня 1953) — американский географ, один из инициаторов «количественной революции» в географии.

## Биография
Фред (Фридрих) Шеффер родился в Берлине в семье рабочего. В молодости он активно участвовал в политической жизни, был членом Социал-демократической партии и после прихода к власти нацистов в 1933 уехал в США. Через некоторое время начал работать на кафедре географии университета Айовы. В 1953 Шеффером была написана статья, в которой он подверг критике господствовавшую в то время в западной географии школу Ричарда Хартсхорна и призывал к переходу на принципиально иную систему исследований и анализа реальности. Фред Шеффер скончался от сердечного приступа до опубликования статьи.

## Идеи и вклад в науку
Шеффер подверг критике описательные методы исследования как ненаучные, поскольку они не позволяют выявить объективные законы географической реальности. Для этой цели, согласно Шефферу, подходит только количественный анализ с широким использованием математических методов.
«Количественая революция» в западной географии продолжалась на протяжении полутора десятилетий после смерти Шеффера и стала одним из ключевых этапов в истории географической науки. Вильям Бунге, на теоретические работы которого идеи Шеффера оказали большое влияние, в 1968 написал о нём статью в Harvard Papers in Theoretical Geography.

## Публикации
1953. Exceptionalism in Geography: A Methodological Examination, Annals of the Association of American Geographers, vol. 43